# Национальное примирение
Национальное примирение — термин, используемый для установления так называемого «национального единства» в странах, сталкивающихся с политическими проблемами. В Афганистане правительство Народно-демократической партии Афганистана под руководством Бабрака Кармаля выпустило программу примирения из десяти пунктов в 1985 году по совету советского руководства. Кармаль назначил группу из шести членов, которые не принадлежали ни к одной политической партии его правительства, чтобы выполнить эту задачу. Мохаммад Наджибулла позже усилил и расширил предложения в 1987 году и закончил в начале 1990-х годов, чтобы остановить гражданскую войну в Афганистане, которая преследовала страну с 1978 года после революции в Сауре. На встрече по национальному примирению они пришли к выводу, что советские вооружённые силы в Афганистане должны быть выведены.

## Новая конституция
В 1985 году Михаил Горбачёв был избран генеральным секретарём Коммунистической партии Советского Союза. Горбачёв подтолкнул нового президента Мохаммада Наджибуллу прийти с мирным предложением в Демократической Республике Афганистан. 15 января 1987 года Наджибулла потребовал шестимесячного прекращения огня между моджахедами и правительственными силами, в этот период он выступил с различными предложениями, направленными на «национальное примирение». Сопротивление ответило на эти предложения на общем собрании в провинции Гор в июле 1987 года. Встреча была созвана лидером сопротивления моджахедов Исмаил-ханом в провинции Герат. Предложение Наджибуллы было отклонено, и шестимесячное соглашение о прекращении огня закончилось.
Под руководством Наджибуллы Лойя-джирга в 1987 году ратифицировала новую конституцию. Новая конституция отменила однопартийную систему в стране и позволила учредить Мели Шура (Лойя-джирга), Сену (Сенат) и Воласи Джиргу (Дом представителей), которые в конечном итоге заменят Революционный совет, который был руководящим органом с момента создания НДПА в 1965 году. Слово «демократический» также было удалено из официального названия страны, а с 1987 года официальным названием страны стала «Республика Афганистан». После переговоров ислам снова стал официальной государственной религией.